# Analéctica
La analéctica es un método creado por la Filosofía de la liberación, desarrollado por pensadores como el teólogo Juan Carlos Scannone, el filósofo Enrique Dussel y el antropólogo Rodolfo Kusch.
Dussel explica el método en su libro Filosofía de la liberación, como método adecuado para realizar la tarea filosófica. El término analéctica (en griego antiguo: ανωλεκτική) se forma con la unión de los términos griegos ανω anó, que significa "más allá", y λογιζομαι loguizomai, que significa "razonar".
Para Dussel, la dialéctica considera la unidad de los diferentes, de los contrarios en la totalidad del ser. La analéctica significa ir más allá de la totalidad y encontrarse con el Otro, que es originalmente distinto y por tanto su logos irrumpe interpelante más allá de mi comprensión del ser, más allá de mi interés.
Este método integra, al menos en su base, dos modos de análisis filosóficos ya tratados y utilizados por la tradición filosófica: la analogía (método clásico, bastante utilizado en el tomismo y otras escuelas de la escolástica), y la dialéctica (ya se la entienda en su vertiente platónica o en su vertiente hegeliana/marxista).
Según Jesús Villagrasa, este término fue creado por Bernhard Lakebrink para aplicarlo a la metafísica tomista.